# Isthmiade necydalea
Isthmiade necydalea är en skalbaggsart som först beskrevs av Linne 1758.  Isthmiade necydalea ingår i släktet Isthmiade och familjen långhorningar.
Artens utbredningsområde är Surinam. Inga underarter finns listade i Catalogue of Life.